# Seewis im Prättigau
Seewis im Prättigau (rm. Sievgia) – miejscowość i gmina w południowo-wschodniej Szwajcarii, w kantonie Gryzonia, w regionie Prättigau/Davos.

## Demografia
W Seewis im Prättigau mieszka 1 376 osób. W 2020 roku 10,5% populacji gminy stanowiły osoby urodzone poza Szwajcarią. 

## Transport
Przez teren gminy przebiega droga główna nr 28. 